# Evrejskoe sčast'e
Evrejskoe sčast'e (Еврейское счастье) è un film del 1925 diretto da Alexis Granowsky.